# 小渕光平 (2代目)
小渕 光平（おぶち みつへい、1930年（昭和5年）6月8日 - 2008年（平成20年）5月26日）は、日本の実業家・政治家。全国社会保険協会副会長。

## 来歴・人物
旧名は小渕 庚午（おぶち こうご）。群馬県吾妻郡中之条町出身。明治大学商学部卒業。父は衆議院議員を務めた初代 小渕光平。第84代内閣総理大臣の小渕恵三は実弟。衆議院議員小渕優子は姪。
父の跡を継ぎ、群馬県の企業グループ光山社の総帥を務める。その傍らで中之条町長を務めた。
紺綬褒章を受けた。

## 経歴
- 1930年（昭和5年）群馬県に生まれる。
- 1954年（昭和29年）明治大学商学部を卒業した。
- 1958年（昭和33年）東京農工大学を修了する。小渕光平を襲名し光山製糸に入社する。卓越した経営手腕で光山社グループ総帥として君臨する。
- 1959年（昭和34年）光山木材の代表取締役に就任した。
- 1961年（昭和36年）光山社を設立した。光山自動車工業と光山石材を設立して、社長に就任する。
- 1964年（昭和39年）光山電化工業と光山運輸工業を設立して、社長に就任する。
- 1978年（昭和53年）NEC量販商品の販売を開始する。
- 1983年（昭和58年）光山電気工業が群馬県中小企業合理化モデル工場に指定される。
- 1993年（平成5年）光山フィリピンを設立した。
- 1996年（平成8年）光山カビテを設立する。中之条町長選に出馬して、初当選する。
- 1998年（平成10年）光山ソフトウェアーを設立する。実弟の小渕恵三が内閣総理大臣に就任する。
- 2000年（平成12年）中之条町長選に出馬する。選挙直前に、画家である平松礼二の美術館建設計画を立ち上げたため、住民グループが反発した。日本共産党が擁立した前町議の外丸康雄を相手に苦戦して、1000票差で何とか逃げ切り再選される。当時、弟の小渕恵三が内閣総理大臣であったことから全国的な注目を浴び、さらに共産党と接戦を演じてしまったことから、小渕恵三の求心力の低下までうわさされるほどであった。
- 2000年（平成12年）小渕恵三が脳梗塞で倒れた際に上京し、マスコミの取材を受ける。
- 2004年（平成16年）中之条町長選に3回目の出馬をする。3期目を目指したが、入内島道隆に1000票も差をつけられて落選する。

- ほかに、以下の要職を歴任した。

1. 光成社長
2. ホテル光山荘社長
3. 社団法人国民宿舎協会非常勤理事
4. 財団法人群馬県社会保険協会会長
5. 財団法人社会保険協会理事
6. 吾妻広域町村圏振興整備組合理事長
7. 光山社メリヤス事業部社長
8. 光山倉庫代表取締役社長
9. 光山興業代表取締役社長
10. 光山商事代表取締役社長
11. 第一興産協同組合理事長
12. 日本製糸協会理事
13. 群馬県製糸協会副会長
14. エース取締役
15. 榛名電子工業取締役
16. 関東ミネラル工業取締役
17. 赤城通信工業取締役

- 2008年（平成20年）5月26日に、病のため逝去する。77歳没。

## 家族
- 妻・小夜子[1]
  - 長女・典子(1964/10/11)[1]
  - 長男・成康(1967/1/6)[1]、日中経済協同組合代表理事として労働基準法違反罪で有罪判決[2][3]
  - 次女・桂子(1969/1/11)[1]
  - 次男・哲也(1971/1/10)[1]
  - 三男・健雄(1972/11/27)[1]